# Suria KLCC
Suria KLCC est un centre commercial de Kuala Lumpur, en Malaisie. Il est situé au pied des tours Petronas.

## Annexe